# باکنی
باکنی (به لاتین: Bakni) یک منطقهٔ مسکونی در روسیه است که در شهرستان داخادایفسکی واقع شده‌است.